# Ioane Petritsi
Ioane Petritsi (XII wiek) – średniowieczny gruziński filozof, działający w Bizancjum i na terenie Gruzji, reprezentujący neoplatonizm, tłumacz na język gruziński dzieł Nemezjusza z Emezy i Proklosa.

## Życiorys
Brak jest rzetelnych informacji biograficznych na temat Petritsiego . Jego działalność początkowo umiejscawiano na przełomie XI i XII w., lecz nowsze badania wskazują na wiek XII . Większość informacji pochodzi z zapisków samego Petritsiego, pozostawionych w jego komentarzach do tłumaczonych dzieł .
Wykształcenie zdobył w Bizancjum albo bezpośrednio w akademii filozofii założonej przez cesarza Konstantyna IX Monomacha, albo u zwolenników tej szkoły . Pracował w jednym z głównych kulturalnych i intelektualnych ośrodków ówczesnej Gruzji – monastyrze Gelati.
Do dziś zachowały się trzy prace Petritsiego :
- tłumaczenie na język gruziński dzieła Nemezjusza z Emezy De Natura Hominis (pol. O naturze ludzkiej)
- wstęp do tłumaczonego psałterza
- tłumaczenie na język gruziński i opatrzenie komentarzem dzieła Proklosa Elementatio theologica (pol. Elementy teologii)

Petritsi łączył nowatorsko wiarę chrześcijańską z przemyśleniami filozoficznymi . Tłumaczenie Nemesiusa przyniosło mu rozgłos, a wraz z nim problemy ze strony zarówno Gruzinów jak i Greków . 
Jego tłumaczenie Proklosa zostało w XIII w. przetłumaczone na język ormiański .  